# Suazi na Letnich Igrzyskach Olimpijskich 2000
Suazi na Letnich Igrzyskach Olimpijskich 2000 reprezentowało 6 zawodników, 4 mężczyzn i 2  kobiety.

## Skład kadry

### Boks
Mężczyźni
- Musa Simelane

waga piórkowa, do 57 kg (odpadł w 2 rundzie)

### Lekkoatletyka
Mężczyźni
- Lucky Willie Bhembe

maraton (51. miejsce)
Kobiety
- Priscilla Mamba

bieg na 5000 m (odpadła w 1 rundzie eliminacji)

### Pływanie
Mężczyźni
- Wickus Nienaber

Kobiety
- Lisa de la Motte

### Taekwondo
Mężczyźni
- Mfanukhona Dlamini